# جمهوری پارتنوپه
جمهوری پارتنوپه (به ایتالیایی: Repubblica Partenopea) نام یک جمهوری بود که در خلال جنگ‌های انقلاب فرانسه و با حمایت جمهوری اول فرانسه درون قلمرو پادشاهی ناپل تشکیل شد. تشکیل این جمهوری در پی فرار فردیناند چهارم رخ داد. این جمهوری در ۲۱ ژانویه ۱۷۹۹ تشکیل شد و با تشکیل دوباره پادشاهی در ۳ ژوئن همان سال فروپاشید.
نام این جمهوری با الهام از پارتنوپه (Parthenope) مستعمرهٔ کهن یونانی انتخاب شده‌بود.